# Iglesia de San Teodoro (Estambul)
La iglesia de San Teodoro (turco Kilise Camii) era una iglesia bizantina situada en Estambul del que sólo quedan algunas de sus ruinas.
La fundación de la iglesia se remonta al siglo XII si bien su construcción concluyó en el siglo XIV. En 1453 se convirtió en mezquita tras la caída de Constantinopla en manos del ejército otomano.
En la actualidad se conserva parte de la fachada, el pórtico exterior, la cúpula con un mosaico de la virgen María rodeada de profetas del siglo XIV.
- Datos: Q5911371